# 이스트리엔 변경
이스트리엔 변경(독일어: Mark Istrien 마르크 이스트리엔[*], 이탈리아어: marca d'Istria 마르카 디스트리아[*])은 이스트라반도에 설치되었던 중세 봉건군주국이다. 789년 피피누스 카를로마누스가 이스트라반도 주변을 정복하면서 설치되었다. 1364년 이후 합스부르크 군주국의 영토가 되었고, 1849년부터 1918년까지는 오스트리아-헝가리의 이스트리아 변경백국(독일어: Markgrafschaft Istrien 마르크그라프샤프트 이스트리엔[*], 이탈리아어: Marchesato d’Istria 마르체사토 디스트리아[*])이 되었다.

## 역대 변경백
카롤루스조 이스트리아 공작
- 운프레두스 (799년경): 프리울리 공작 겸
- 요한 (804년경)

바이마르 백작이 겸작
- 포포 1세 (1012년–1044년)
- 울리히 1세 (1060년-1070년)
- 하인리히 1세 (1077년-1090년)

슈폰하임가
- 엥겔베르트 1세 (1090년-1096년)
- 부르크하르트 (1093년-1101년)

바이마르오를라뮌데 백작이 겸작
- 포포 2세 (1096년-1098년)
- 울리히 2세 (1098년-1107년)

슈폰하임가
- 엥겔베르트 2세 (1107년-1124년)
- 엥겔베르트 3세 (1124년-1173년)

안데흐스가
- 베르톨트 1세 (1173년-1188년)
- 베르톨트 2세 (1188년-1204년)
- 하인리히 2세 (1204년-1228년)
- 오토 1세 (1228년-1234년)
- 오토 2세 (1234년-1248년)

이후 이스트리엔 변경백 작위는 합스부르크 군주의 황,왕작위에 통합되었다.

## 같이 보기
- 이스트라반도
- 크로아티아의 역사